# David Svecearnik
David Svecearnik (în rusă Давид Свечарник; n. 5 aprilie 1910, Basarabia, Imperiul Rus – d. 1999, Moscova, Rusia) a fost un evreu basarabean, electromecanic, profesor și inventator sovietic. Autor a peste 150 de certificate pentru invenții în domeniul tehnologiei electromecanice. A primit primul său brevet de invenție în 1928, ultimele două brevete în 1995. A fost distins cu Ordinul „Steaua Roșie”.

## Biografie
S-a născut în satul Vadul-Rașcov (acum în raionul Șoldănești, Republica Moldova) din ținutul Soroca, gubernia Basarabia (Imperiul Rus). Când era copil, familia s-a mutat la Odesa, unde tatăl său, Beniamin Svecearnik, a deschis „Tipografia B. Svecearnik” care, printre altele, a produs materiale pentru Partidul socialist evreu Poalei Sion. A lucrat ca ucenic de cizmar, pe banda rulantă a fabricii de pantofi de stat din Odesa, iar din 1927 a studiat la facultatea muncitorilor de la Institutul Politehnic din același oraș. În 1934 a absolvit facultatea electromecanică a Institutului Industrial din Novocerkassk. În anii 1935-1937 a dezvoltat și implementat primul sistem de automatizare internă pentru laminare la combinatul metalurgic din Dneprodzerjînsk. În 1937 a devenit candidat la științe tehnice sub conducerea lui Serghei Lebedev.
Începând cu mijlocul anilor 1930, a fost cercetător (mai târziu șef de laborator) la Institutul Electrotehnic Unional, unde în timpul celui de-al doilea război mondial, fiind la Sverdlovsk, a dezvoltat un „cap de întoarcere” pentru o țintă radiantă. În 1938-1940 a dezvoltat mașini electrice pentru transmisie de informații, care au fost produse pe scară largă de industria sovietică.
Din 1948, a lucrat ca proiectant-șef la diferite întreprinderi electrice, din 1956, ca șef de departament la Institutul de cercetare „Teplopribor”. În 1961 și-a susținut teza de doctorat pe tema „Sisteme multipas pentru transmiterea la distanță a deplasărilor unghiulare și liniare” la Institutul de Automatizare și Telemecanică al Academiei de Științe din URSS.
Din 1962 a fost șef al departamentului de mașini electrice și profesor al Institutului inginerilor feroviari din Moscova, a predat cursul „Electromașină și dispozitive electromagnetice”.